# Gretchen Vosters Spruance
Gretchen Vosters Spruance, née le 7 juillet 1947, est une joueuse de tennis et de squash représentant les États-Unis. Elle est championne des États-Unis de squash à cinq reprises entre 1973 et 1978. Elle est intronisée au Temple de la renommée du squash américain en 2000.

## Biographie
Sa mère Bunny Vosters (1919-1999) pratique le tennis pendant l'adolescence dans les années 1940. Elle déménage dans le Delaware en 1952. Sa plus jeune fille Gretchen Vosters remporte son premier championnat de tennis du Delaware en 1967 et en gagne vingt consécutivement pour se retirer invaincue. Avec sa mère, elle remporte 24 titres nationaux en tennis en double féminin.
En squash, sa mère est une joueuse redoutable en double avec onze titres nationaux et sa sœur aînée Nina Vosters remporte deux titres nationaux en 1970 et 1972. Après avoir perdu en finale contre sa sœur en 1972, Gretchen Vosters ne perdit plus aucun match en championnat national remportant cinq titres. En double, elle remporte cinq titres avec sa mère et avec Kit Spahr, elle remporte deux titres en double mixte.
En 1988, la famille Vosters est désignée United States Tennis association family of the Year.

## Palmarès

### Titres
- Championnats des États-Unis : 5 titres (1973, 1974, 1976, 1977, 1978)

### Finales
- Championnats des États-Unis : 1972